# Colobostruma sisypha
Colobostruma sisypha é uma espécie de formiga do gênero Colobostruma, pertencente à subfamília Myrmicinae.